# Titthålsoperation

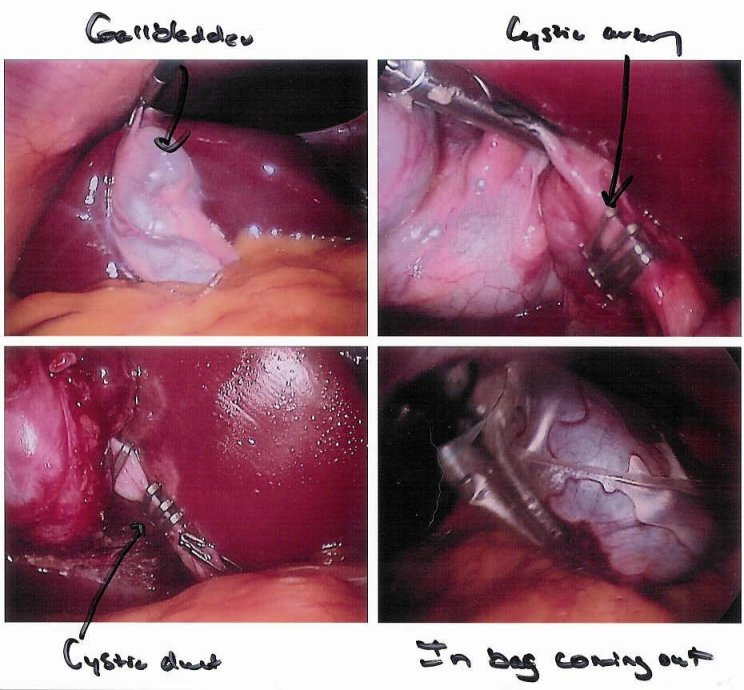
Kolecystektomi sedd via ett laparoskop. (Text på engelska)

Laparoskopi, av grekiskans λαπαρός "vek", "svag", "ihålig" och σκοπέω "titta", "betrakta", är en variant av titthålsoperation anpassad till operation via små hål i bukväggen. Ett laparoskop är ett optiskt instrument som används för att titta in i buken genom ett sådant litet hål. Detta medför att kirurgen inte behöver öppna bukväggen med ett vanligt operationssnitt utan endast mindre hål för att kunna komma in med laparoskopet och därefter ytterligare hål för att kunna komma in med instrumenten. Trots dessa mindre ingrepp i huden kan avancerad kirurgi utföras. Exempel på operationer är fettsugning, gastric bypass, borttagande av muskelknutor på livmoder, operationer på gallvägar och gallblåsa.

## Fördelar
Laparoskopisk kirgurgi anses minska risken för komplikationer och ger den opererade mindre besvär efter operationen.
Laparoskopisk operation vid akut gallblåseinflammation minskar den totala risken för komplikationer till hälften jämfört med öppen operation.